# Miss Baltic Sea
 (juillet 2016).
Si vous disposez d'ouvrages ou d'articles de référence ou si vous connaissez des sites web de qualité traitant du thème abordé ici, merci de compléter l'article en donnant les références utiles à sa vérifiabilité et en les liant à la section « Notes et références ».

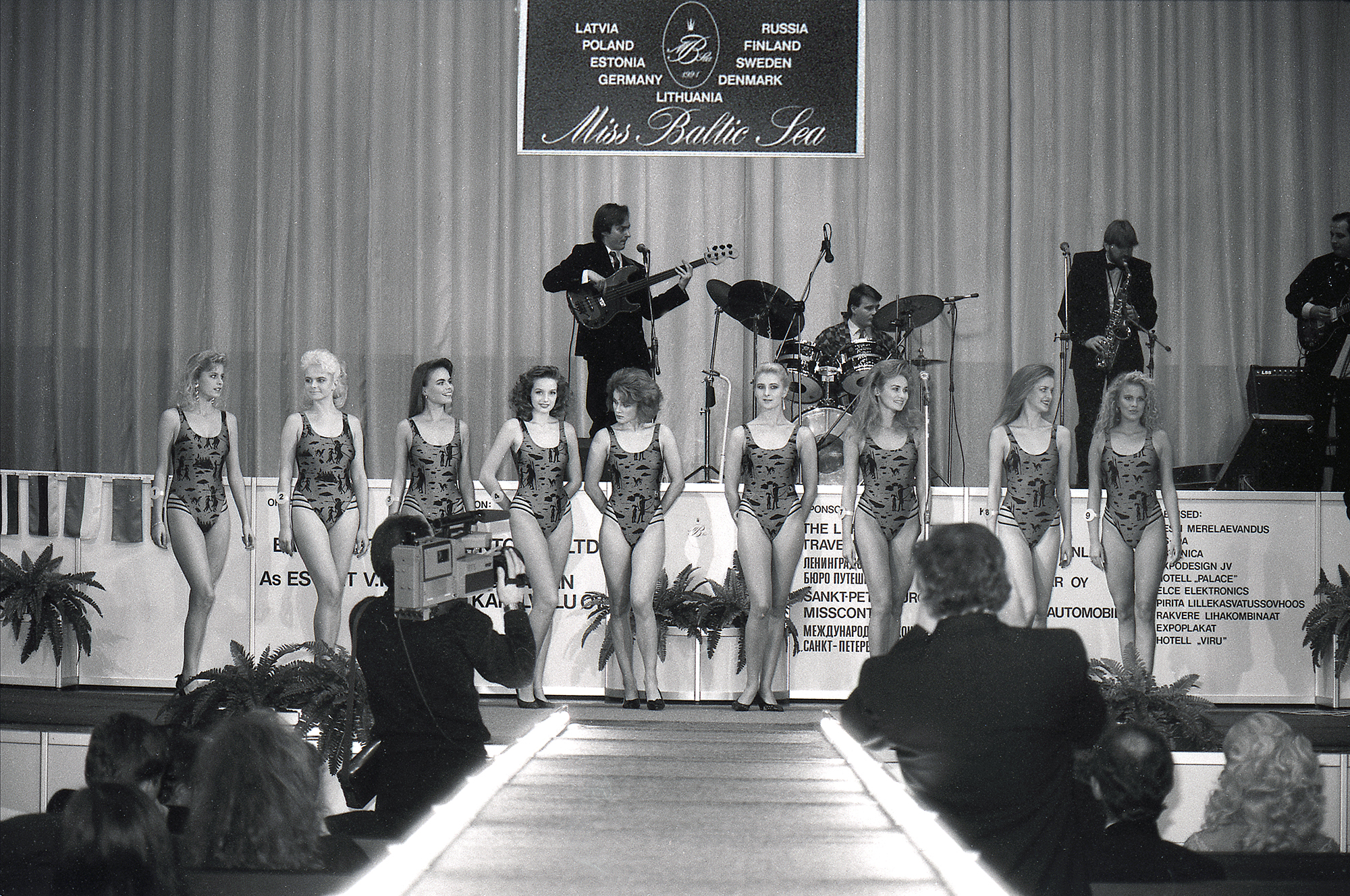
Miss Baltic Sea 1991

Miss Baltic Sea est un concours de beauté regroupant les pays bordant la mer Baltique, c'est-à-dire l'Allemagne, le Danemark, l'Estonie, la Finlande, la Lettonie, la Lituanie, la Pologne, la Russie et la Suède. Il a été créé en 1990 et la première édition a eu lieu au lendemain de la dislocation de l'Union soviétique. Le concours est fusionné avec Miss Scandinavia (en) pour les années 2007 et 2008, avant d'être abandonné.

## Vainqueurs
| Année | Miss                 | Pays      |
| ----- | -------------------- | --------- |
| 1991  | Nina Andersson       | Finlande  |
| 1992  | Liis Tappo           | Estonie   |
| 1993  | Rasa Kukenyte        | Lituanie  |
| 1994  | Anna Malova          | Russie    |
| 1995  | Eva Maria Laan       | Estonie   |
| 1996  | Agnieszka Zych       | Pologne   |
| 1997  | Nadine Schmidt       | Allemagne |
| 1998  | Karita Tuomola       | Finlande  |
| 1999  | Kadri Väljaots       | Estonie   |
| 2000  | Miroslawa Stronjny   | Pologne   |
| 2001  | Dagmar Makko         | Estonie   |
| 2002  | Heidi Willman        | Finlande  |
| 2003  | Natascha Börger      | Allemagne |
| 2004  | Anna Maria Strömberg | Finlande  |
| 2005  | Mira Salo            | Finlande  |
| 2006  | Malwina Ratajczak    | Pologne   |
| 2007  | Dorota Gawron        | Pologne   |